# Onthophagus chandrai
Onthophagus chandrai är en skalbaggsart som beskrevs av Teruo Ochi 2007. Onthophagus chandrai ingår i släktet Onthophagus och familjen bladhorningar. Inga underarter finns listade i Catalogue of Life.